# Droga wojewódzka 591

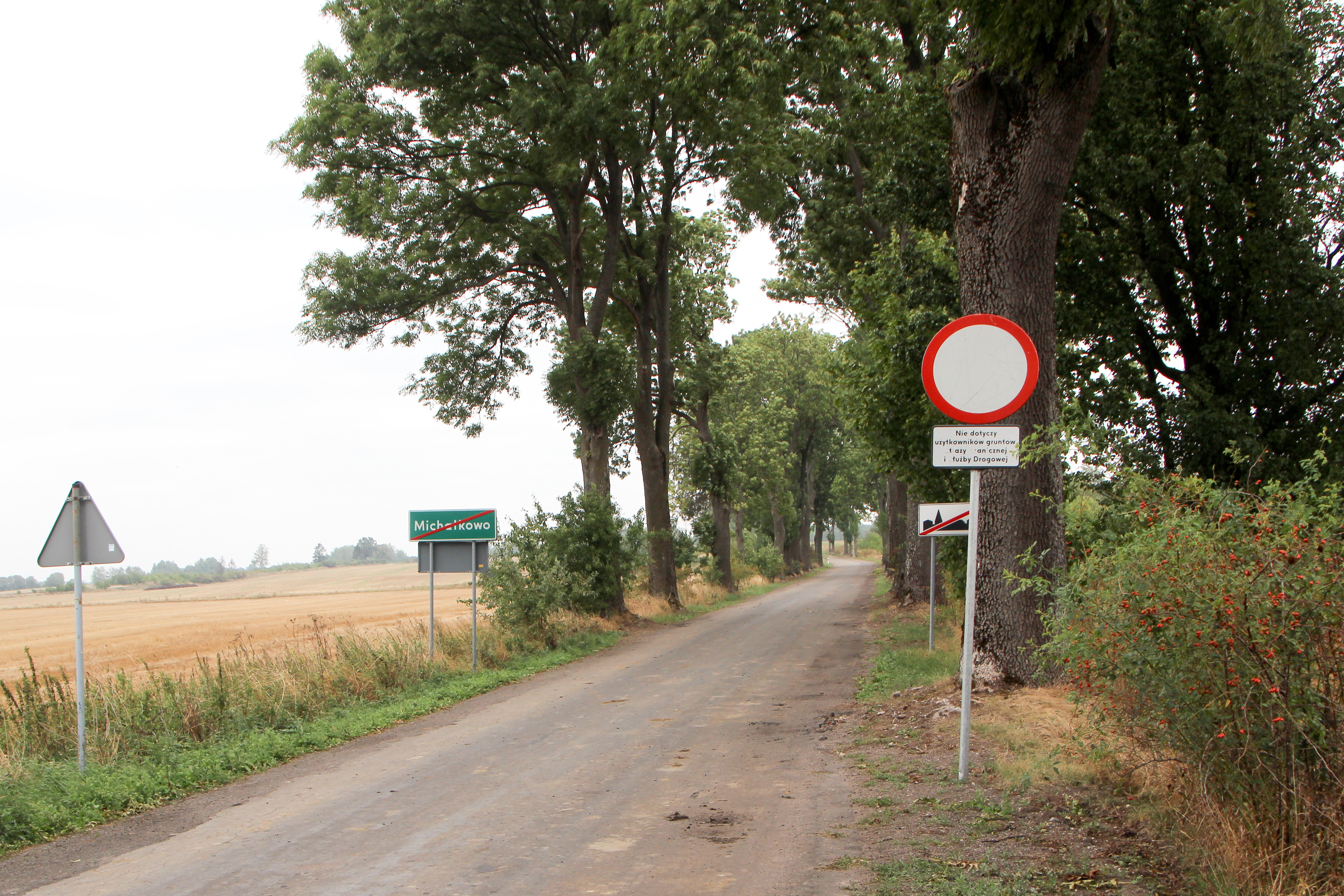
Die DW 591 bei Michałkowo kurz vor ihrem Ende an der Staatsgrenze zu Russland

Die Droga wojewódzka 591 (DW 591) ist eine Woiwodschaftsstraße in Polen. Sie verläuft auf einer Länge von 64 Kilometern in Süd-Nord-Richtung innerhalb der Woiwodschaft Ermland-Masuren und verbindet die Städte Mrągowo (Sensburg) und Kętrzyn (Rastenburg) mit der polnisch-russischen Staatsgrenze nördlich von Michałkowo (Langmichels). Außerdem stellt die DW 591 eine Verbindung her zwischen den Landesstraßen DK 16 und DK 59 und den Woiwodschaftsstraßen DW 590, DW 592 und DW 650.
Im Abschnitt zwischen Kętrzyn und Michałkowo verläuft die DW 591 auf der Trasse der ehemaligen deutschen Reichsstraße 141.

## Streckenverlauf
Woiwodschaft Ermland-Masuren:
Powiat Mrągowski (Kreis Sensburg):
- Mrągowo (Sensburg) (Anschlüsse: → : Dolna Grupa – Grudziądz (Graudenz) – Olsztyn (Allenstein) ↔ Ełk (Lyck) – Augustów – Poćkuny (→ Litauen), → : Giżycko (Lötzen) ↔ Piecki (Peitschendorf) – Rozogi (Friedrichshof), → : Szczytno (Ortelsburg) – Rybno (Ribben) →  Mągrowo)
- Szestno (Seehesten)
- Ruska Wieś (Reuschendorf)
- Rydwągi (Rudwangen)

Powiat Kętrzyński (Kreis Rastenburg):
- Wilkowo (Wilkendorf)
- Muławki (Muhlack)
- Kętrzyn (Rastenburg) (Anschlüsse: → : Garbno (Lamgarben) – Łankiejmy (Langheim) → Bartoszyce (Bartenstein), → : Reszel (Rößel) →  Bisztynek (Bischofstein))
- Wymiarki (Charlottenberg)
- Stara Różanka (Alt Rosenthal) (Anschluss: → : Solanka (Salzbach) – Srokowo (Drengfurth) → Gołdap (Goldap))
- Skierki (Wehlack)
- Winda (Wenden)
- Gumniska (Silzkeim, Chausseehaus)
- Rodele (Rodehlen)
- Barciany (Barten) (Anschluss: → : Korsze (Korschen) – Reszel (Rößel) → Biskupiec (Bischofsburg))
- Gęsie Góry (Sansgarben)
- Gradowo (Althagel)
- Ruta (Rauttershof)
- Kotki (Krausen)
- Aptynty (Aftinten)
- Michałkowo (Langmichels) (→ Polnisch-russische Grenze, keine Grenzübergangsstelle)